# Jack Oakie
Jack Oakie est un acteur américain né le 12 novembre 1903 à Sedalia, Missouri (États-Unis), mort le 23 janvier 1978 à Los Angeles (Californie). Il est principalement connu pour son rôle de Benzino Napaloni, caricature de Benito Mussolini, dans le film de Charlie Chaplin le Dictateur. Prestation qui lui vaudra, en 1941, une nomination à l'Oscar du meilleur acteur dans un second rôle.

## Filmographie

### Années 1920
- 1923 : His Children's Children de Sam Wood
- 1923 : Son grand frère (Big Brother) : Bit Part
- 1924 : His Darker Self : Bit
- 1924 : Classmates de John S. Robertson : Bit Part
- 1928 : Finders Keepers
- 1928 : Road House : Sam
- 1928 : Quand la flotte atterrit (The Fleet's In) : Searchlight Doyle
- 1928 : Someone to Love : Michael Casey
- 1929 : Sin Town : « Chicken » O'Toole
- 1929 : L'Aspirant détective (The Dummy) : Dopey Hart
- 1929 : Quartier chinois (Chinatown Nights) de William A. Wellman : le reporter
- 1929 : Les Endiablées (The Wild Party) : Al
- 1929 : Harmonie (Close Harmony) de John Cromwell et A. Edward Sutherland : Ben Barney
- 1929 : L'Homme que j'aime (The Man I Love) de William A. Wellman : Lew Layton
- 1929 : Street Girl : Joe Spring
- 1929 : Hard to Get : Marty Martin
- 1929 : Chimères (Fast Company) : Elmer Kane
- 1929 : Grande Chérie (Sweetie), de Frank Tuttle : Tap-Tap Thoompson

### Années 1930
- 1930 : Hit the Deck de Luther Reed : Bilge
- 1930 : Paramount on Parade de Dorothy Arzner : Maître de cérémonies / Victime de Fu Manchu (Murder Will Out) / Monitrice de gym pour filles (In a Girls' Gym)
- 1930 : The Social Lion de A. Edward Sutherland : Marco Perkins
- 1930 : The Sap from Syracuse de A. Edward Sutherland : Littleton Looney
- 1930 : Let's Go Native de Leo McCarey : Voltaire McGinnis
- 1930 : Sea Legs de Victor Heerman : Searchlight Doyle
- 1931 : The Gang Buster : « Cyclone » Case
- 1931 : June Moon : Frederick Martin Stevens
- 1931 : Dude Ranch : Jenifer
- 1931 : Touchdown : Babe Barton
- 1932 : Les Danseurs dans la nuit (Dancers in the Dark) de David Burton : Duke Taylor
- 1932 : Sky Bride de Stephen Roberts : Alec Dugan
- 1932 : Make Me a Star : Cameraman (lui-même lors de l'avant-première)
- 1932 : Folies olympiques (Million Dollar Legs) d'Edward F. Cline Migg Tweeny
- 1932 : Une fois dans la vie (Once in a Lifetime (en)) : George Lewis
- 1932 : Madison Sq. Garden : Eddie Burke
- 1932 : Uptown New York de Victor Schertzinger : Eddie Doyle
- 1932 : Si j'avais un million (If I Had a Million) : Pvt. Mulligan
- 1933 : From Hell to Heaven d'Erle C. Kenton : Charlie Bayne
- 1933 : Sailor Be Good : Kelsey Jones
- 1933 : L'Aigle et le Vautour (The Eagle and the Hawk) : Mike Richards
- 1933 : College Humor de Wesley Ruggles : Barney Shirrel
- 1933 : Too Much Harmony : Benny Day
- 1933 : Sitting Pretty (en) : Chick Parker
- 1933 : Alice au pays des merveilles (Alice in Wonderland), de Norman Z. McLeod : Tweedledum
- 1934 : Hollywood Rhythm : Jack Oakie
- 1934 : Tempête sur la ligne (Looking for Trouble) de William A. Wellman : Casey
- 1934 : Rythmes d'amour (Murder at the Vanities) : Jack Ellery
- 1934 : Shoot the Works : Nicky Nelson
- 1934 : College Rhythm : Francis J. Finnegan
- 1935 : King of Burlesque : Spud Miller
- 1935 : L'Appel de la forêt (The Call of the Wild) : Shorty Hoolihan
- 1935 : Symphonie burlesque (The Big Broadcast of 1936) : Spud Miller
- 1936 : Collegiate : Jerry Craig
- 1936 : Colleen : Joe Cork
- 1936 : Florida Special de Ralph Murphy : Bangs Carter
- 1936 : La Légion des damnés (The Texas Rangers) : « Wahoo » Jones
- 1936 : Adieu Paris, bonjour New York (That Girl from Paris) de Leigh Jason : Whammo Lonsdale
- 1937 : Champagne valse (Champagne Waltz) : Happy Gallagher
- 1937 : Super-Sleuth : Willard « Bill » Martin
- 1937 : L'Or et la Chair (The Toast of New York) : Luke
- 1937 : Fight for Your Lady : Honest « Ham » Hamilton
- 1937 : La Femme en cage (Hitting a New High) : Corny Davis
- 1938 : Radio City Revels : Harry Miller
- 1938 : Ah ! ces vedettes ! (The Affairs of Annabel) de Benjamin Stoloff : Lanny Morgan
- 1938 : Annabel Takes a Tour : Lanny Morgan
- 1938 : Monsieur tout-le-monde (Thanks for Everything) : Bates

### Années 1940
- 1940 : Jeunesse (Young People) : Joe Ballantine
- 1940 : Le Dictateur (The Great Dictator) : Benzino Napaloni
- 1940 : Adieu Broadway (Tin Pan Alley) de Walter Lang : Harry Aloysius Calhoun
- 1940 : Little Men : William Deming alias Willie the Fox
- 1941 : The Great American Broadcast : Chuck Hadley
- 1941 : Nuits joyeuses à Honolulu (Navy Blues) : Cake O'Hara
- 1941 : Rise and Shine : Boley Bolenciecwcz (prononcé Bolenkowitz)
- 1942 : Filles des îles (Song of the Islands) : Rusty Smith
- 1942 : Iceland : Slip Riggs
- 1943 : En bordée à Broadway (Something to Shout About) de Gregory Ratoff : Larry Martin
- 1943 : Hello Frisco, Hello : Dan Daley
- 1943 : Wintertime : Skip Hutton
- 1944 : C'est arrivé demain (It Happened Tomorrow) de René Clair : Oncle Oscar Smith alias Gigolini
- 1944 : Le Roi du swing (Sweet and Low-Down) de Archie Mayo : Popsy
- 1944 : Le Joyeux Trio Monahan (The Merry Monahans) de Charles Lamont : Pete Monahan
- 1944 : Cavalcade musicale (Bowery to Broadway) de Charles Lamont  : Michael O'Rourke
- 1945 : L'esprit fait du swing (That's the Spirit) de Charles Lamont : Steve « Slim » Gogarty
- 1945 : On Stage Everybody : Michael Sullivan
- 1946 : She Wrote the Book : Jerry Marlowe
- 1948 : Northwest Stampede : Mike Kirby (Clem)
- 1948 : À toi pour la vie (When My Baby Smiles at Me) de Walter Lang : Bozo
- 1949 : Les Bas-fonds de Frisco (Thieves' Highway) de Jules Dassin : Slob

### Années 1950
- 1950 : Jean Lafitte, dernier des corsaires (Last of the Buccaneers) : Sgt. Dominick
- 1951 : Tomahawk : Sol Beckworth
- 1956 : Le Tour du monde en quatre-vingts jours (Around the World in Eighty Days) de Michael Anderson : Capitaine de l'Henrietta
- 1957 : The Real McCoys (série TV) : « Rightly » Ralph McCoy
- 1959 : L'Aventurier du Rio Grande (The Wonderful Country) : Travis Hyte

### Années 1960
- 1960 : Les Pièges de Broadway (The Rat Race) de Robert Mulligan : Mac, propriétaire du Macs Bar
- 1961 : Un pyjama pour deux (Lover Come Back) de Delbert Mann : J. Paxton Miller
- 1965 : Kilroy (téléfilm) : Joe Kelsey